# Йохан фон Алдринген
Йохан фон Алдринген (на немски: Johann von Aldringen; * 10 декември 1588, Люксембург или Тионвил; † 22 юли 1634, Ландсхут) е императорски фелдмаршал в служба на Католическата лига (1609) през Тридесетгодишната война. Той участва в заговора против Валенщайн.

## Живот
Произлиза от обеднялата фамилия Алдринген и първо е пишещ в канцлай в Люксембург. През 1618 г. той влиза в императорската войска. От 1621 до 1623 г. се бие в баварската войска и става полковник при Тили.
През 1624 г. Алдринген става дворцов военен съветник. Следващата година получава командването на регимент в Католическата лига. В битката при Десау заедно с Валенщайн той побеждава една войска на „Протестантския съюз“ начело с Мансфелд, и затова е издигнат на фрайхер.
Йохан фон Алдринген е военачалник във Войната за Мантуанското наследство (1628 – 1631). През април 1632 г. е ранен в битката при Райн, поема същия месец след смъртта на Тили командването на войската на лигата и на 13 октомври става фелдмаршал. През ноември същата година той е издигнат на имперски граф.
В края на 1633 г. Алдринген участва в комплота срещу Валенщайн. Той с войската си осигурява място на Дунав при Пасау, което помага за свалянето и убийството на Валенщайн през февруари 1634 г. За благодарност получава двореца и господството Теплиц в Северна Бохемия на стойност от 94 000 гулдена, които до тогава принадлежат на Вилхелм Кински, който също е убит в Егер/Хеб.
През 1634 г. Алдринген като генерал-лейтенант на Католическата лига с баварска и с императорската войска участва в отново завладяването на Регенсбург. Той е застрелян на 22 юли 1634 г. при нападение на шведите на Ландсхут, при оттеглянето на кавалерията, когато той прави опит да преплува Изар с коня си, за да се спаси. Ландсхут след това е ограбен от шведите. Той е погребан в църквата на „манастир Прюл“ при Регенсбург.
Братята му Йохан Маркус фон Алдринген (1592 – 1664), епископ на Зекау (1633 – 1664), и Паул Алдринген († 1646), коадютор на епископа на Щрасбург, наследяват имотите и голямото му богатство от кражбата в Мантуа и редките манускрипти на тамошната библиотека. Теплиц е наследен от сестра му Анна († 1665), съ-основателка на фамилията Клари-Алдринген.
- Йохан фон Алдринген
- Статуя на граф Йохан фон Алдринген
- Дворец Теплиц

## Брак
Алдринген е женен за графиня Ливия фон Арко († сл. 1634, Пасау), дъщеря на граф Зигизмунд фон Арко, сестра на Изабела фон Арко (1608 – 1632), съпругата на граф Матиас Галас (1588 – 1647). Бракът е бездетен. Тя умира малко след него от температура след раждане.